# Fiumefreddo di Sicilia
Fiumefreddo di Sicilia is een gemeente in de Italiaanse provincie Catania (regio Sicilië) en telt 9683 inwoners (31-12-2004). De oppervlakte bedraagt 12,1 km², de bevolkingsdichtheid is 800 inwoners per km².

## Demografie
Fiumefreddo di Sicilia telt ongeveer 3590 huishoudens. Het aantal inwoners steeg in de periode 1991-2001 met 6,1% volgens cijfers uit de tienjaarlijkse volkstellingen van ISTAT.
| Jaar | Inwoneraantal |
| ---- | ------------- |
| 1991 | 9046          |
| 2001 | 9602          |

## Geografie
De gemeente ligt op ongeveer 62 m boven zeeniveau.
Fiumefreddo di Sicilia grenst aan de volgende gemeenten: Calatabiano, Mascali, Piedimonte Etneo.

## Externe link

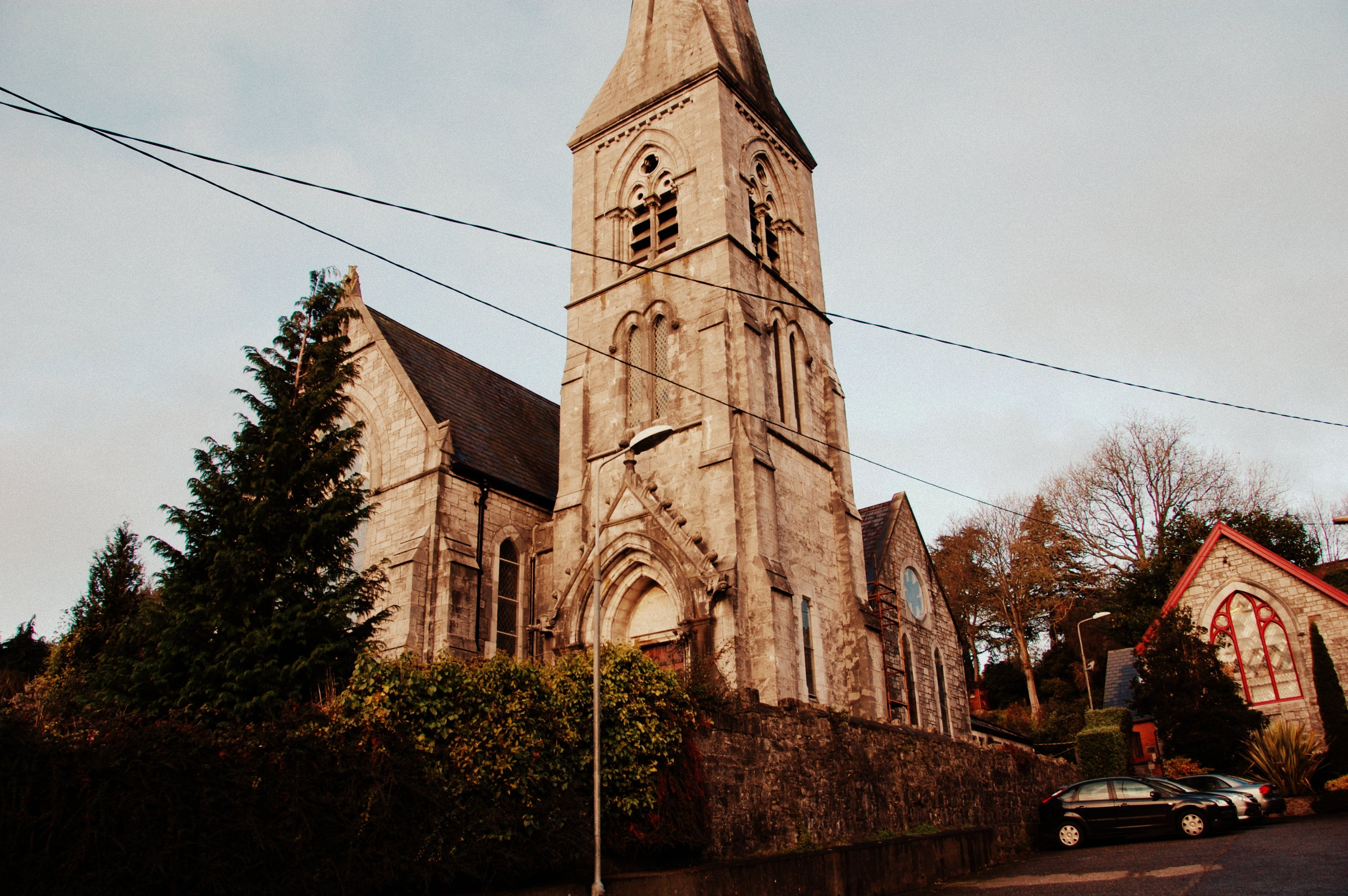
kerk